# Anguienne
Als Anguienne wird ein Fluss im Südwesten Frankreichs bezeichnet, der in der Region Nouvelle-Aquitaine verläuft. Der Fluss entspringt in der Gemeinde Dirac. Er mündet nach rund 13 Kilometern bei Île aux Vaches in Angoulême als linker Nebenfluss in einen Seitenarm der Charente. Das durchschnittliche Gefälle beträgt 6,34 m/km.

## Etymologie
Die Anguienne wird im 11. Jahrhundert als Fluvium Inguine bezeichnet und im Jahr 1150 erstmals als Enguena urkundlich erwähnt. Um 1300 wird sie als Ripperia de Enguena bzw. als Riparia Enguene vermerkt. Laut Billy setzt sich das Wort aus der Wurzel eco oder ico und dem Suffix enna zusammen.  Die Wurzel ist gallischen Ursprungs und bedeutet Wasser, Quelle. Icauna war eine gallische Wassergöttin. Durch Lautverschiebung verwandelte sich die Wurzel später zu equ und schließlich zu eng, ing. Dieselbe Entwicklung ist auch im Stadtnamen von Angoulême zu beobachten, der auf dieselbe Wurzel zurückgeht. Angoulême hieß unter den Römern Icolisma.

## Durchquerte Départements
- Charente, in der Region Nouvelle-Aquitaine

## Orte am Fluss
- Im Kanton Boëme-Échelle:
  - Dirac
  - Garat
- Im Kanton Angoulême-3:
  - Soyaux
  - Angoulême

## Hydrographie
Bei einer Gesamtlänge von 13,4 Kilometer beträgt der Höhenunterschied 85 Meter. Die Anguienne besitzt keine nennenswerten Nebenflüsse, in sie münden jedoch kleine Trockentäler von beiden Seiten – so beispielsweise rechterhand die Combe du Bressour und L’Escargot. 

## Geographie

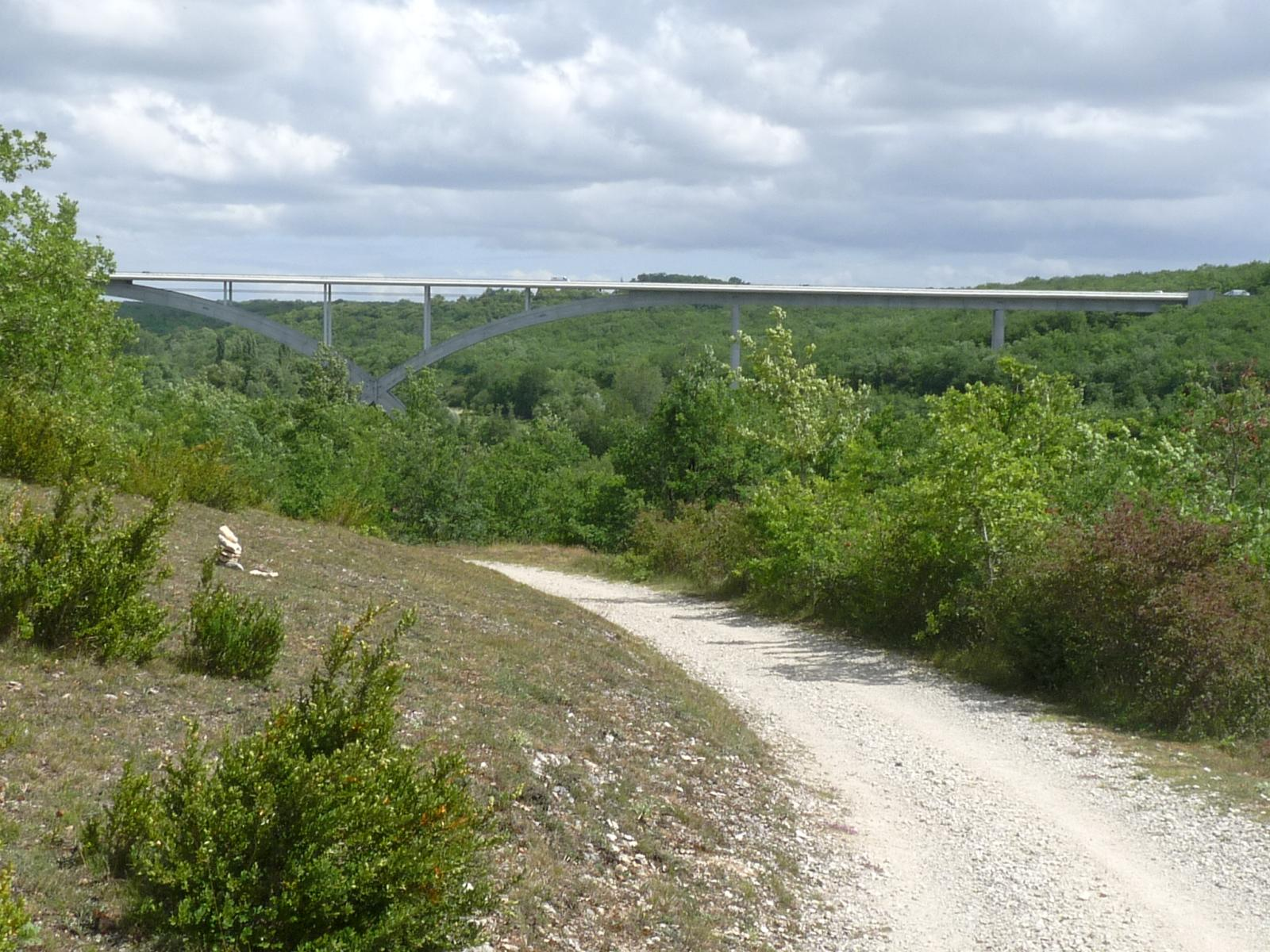
Der Viaduc de l’Anguienne, gesehen aus nordwestlicher Richtung von Soyaux

Die Anguienne entspringt auf 117 Meter Meerhöhe bei Le Boisseau im Gemeindegebiet von Dirac. Ihre Fließrichtung ist anfangs Westnordwest (N 300), dreht aber im zweiten Abschnitt auf nordwestliche Richtung (N 311). Sie passiert zu Füßen des Château de la Tranchade, fließt am Moulin du Got vorbei, verläuft unterhalb vom Logis d’Hurtebise und quert den Ortsteil Lion de Saint-Marc in der Gemeinde Soyaux. Seit 2005 wird das Flusstal am Bois du Bressour von dem beeindruckenden Viaduc de l’Anguienne der Angoulême-Umgehung (D 1000) überspannt.
Im Bereich der Stadt Angoulême ist der Fluss kanalisiert. Bei Petit Fresquet und bei Fontgrave ist er noch zu sehen, verschwindet aber dann im Ortsteil Le Pont de Vars. Erst am Moulin des Dames taucht er wieder auf und mündet schließlich an der Île aux Vaches in die Charente. 
Der Talgrund der Anguienne wird von zahlreichen aufgestauten Weihern bedeckt, größere befinden sich am Oberlauf bei Le Moulin de Baloge, Le Maine Terrou und unterhalb der Quelle bei Le Boisseau.
Das Flusstal trennt die Plateaufläche, auf der Angoulême erbaut ist, von dem Plateau um den Ortsteil Ma Campagne im Süden.

## Geologie

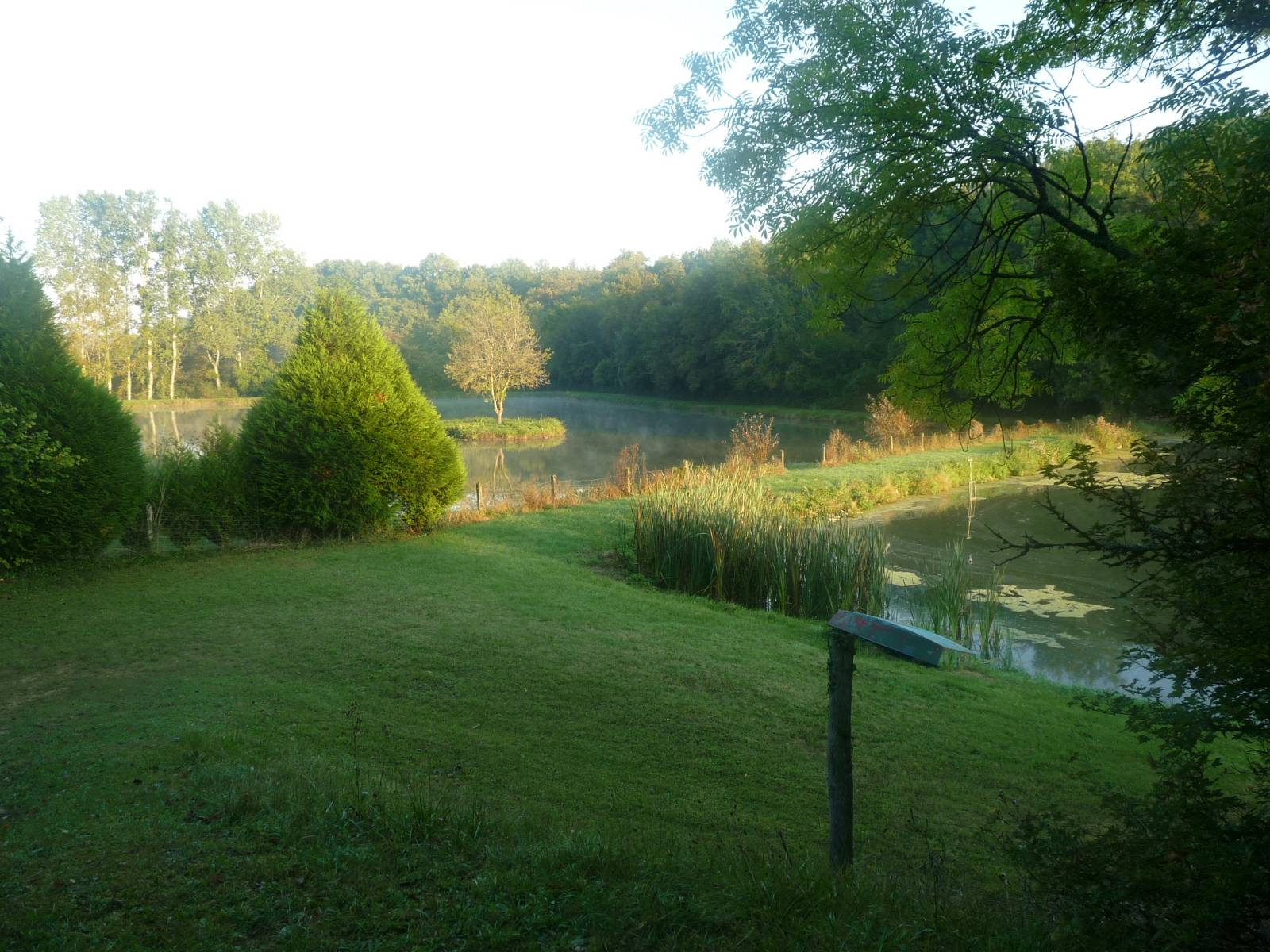
Aufgestaute Weiher im Anguienne-Tal unterhalb der Quelle, Gemeindegebiet von Dirac

Die Quelle der Anguienne befindet sich in flach liegenden Schichten des Oberturons, die zum nördlichen Aquitanischen Becken gehören. Der Fluss schneidet dann bis zur Mündung sukzessiv durch stratigraphisch tiefer liegende Schichten der Oberkreide. So trifft er unterhalb vom Logis d’Hurtebise auf Unterturon und ab dem Ortsteil Saint-Martin auf Cenomanium (Ober- und Mittelcenoman), dem er bis zur Mündung folgt. Die oberhalb des Kontakts Unter-/Oberturon anstehende, etwa 10 Meter mächtige Kalkbarre des Angoumiens wurde einst in zahlreichen Steinbrüchen als Baustein (insbesondere für die Stadt Angoulême) beiderseits der Anguienne abgebaut.
Der Talboden der Anguienne wird von holozänem Alluvium verfüllt, das an seiner Basis einen Torfhorizont aufweist, der vormals abgebaut wurde. Sein Alter wird auf Boreal oder Atlantikum eingeschätzt, d. h. auf 8000 bis 6000 v. Chr.

## Schutzmaßnahmen
Das Tal der Anguienne bildet eine ZNIEFF (Zone Naturelle d'Intérêt Écologique Faunistique et Floristique) und steht somit unter Naturschutz. Sie fällt wie auch das Nachbartal der Eaux Claires unter Natura 2000.

## Sehenswürdigkeiten am Fluss
- Anguienne-Brücke

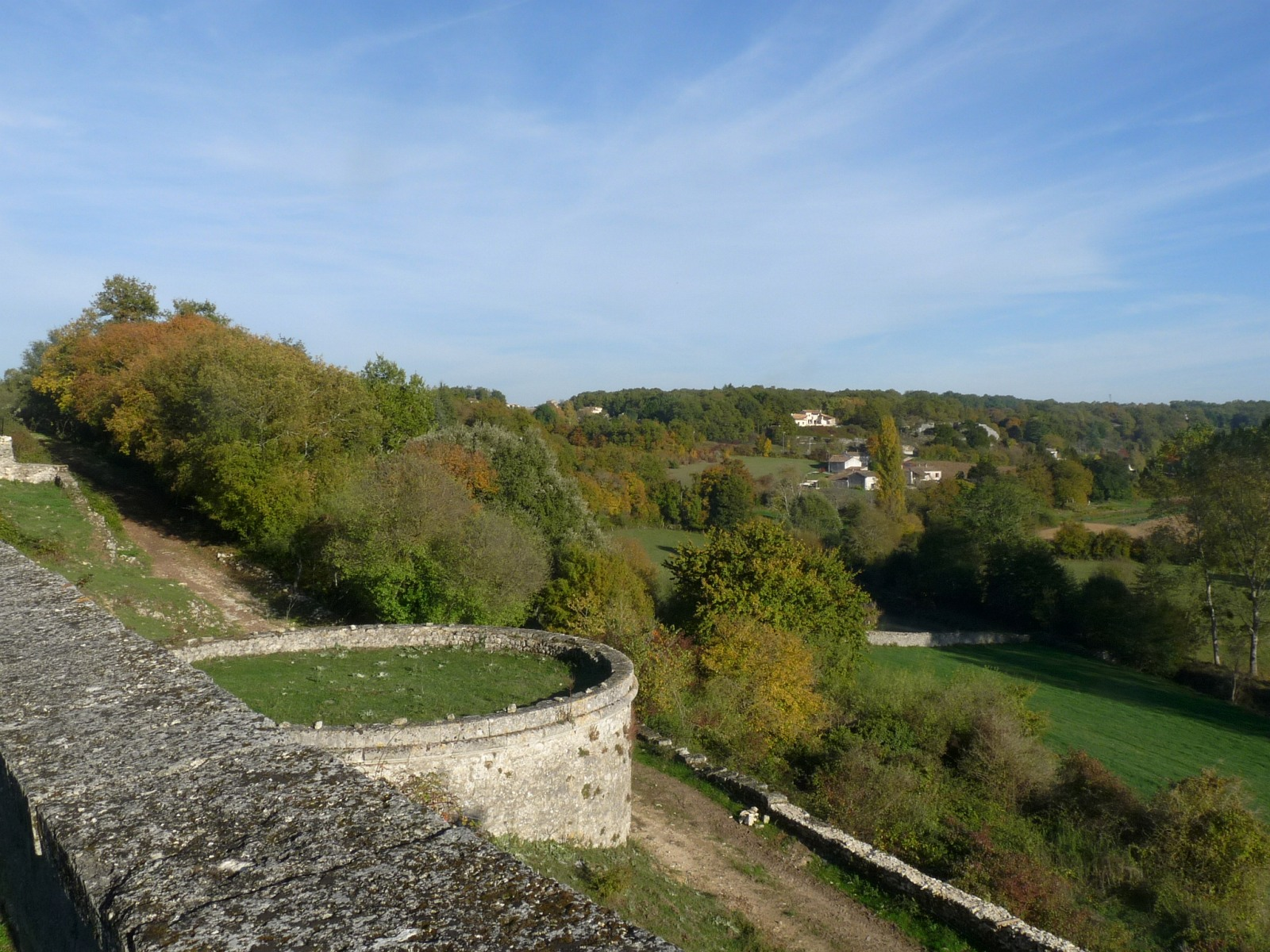
Blick vom Château de la Tranchade nach Südost in den Oberlauf der Anguienne

- Château de la Tranchade aus dem 14. Jahrhundert
- Logis d’Hurtebise

## Fernwanderwege
Das Tal der Anguienne wird am Oberlauf von mehreren Fernwanderwegen gequert:
- vom GR 4 von Royan nach Grasse
- vom GR 36 vom Ärmelkanal zu den Pyrénées-Orientales und
- vom GR de Pays Entre Angoumois et Périgord, der das Angoumois mit dem Périgord verbindet.